# 小行星4110
小行星4110（英語：4110 Keats）是一颗围绕太阳公转的小行星。1977年2月13日，愛德華·鮑威爾在帕洛马山发现了此天体。
这颗小行星的绝对星等为67.18205等。